# トヨタ・R36V
トヨタ・R36Vは、トヨタ自動車が1990年に投入したR32Vの改良型のエンジンである。ル・マン24時間レースや世界スポーツプロトタイプカー選手権 (WSPC) や全日本スポーツプロトタイプカー耐久選手権 (JSPC) などへの参戦を目的とし、前TMG会長である冨田務によって開発された。

## 開発の経緯
1988年、それまでトヨタはプロトタイプマシンによるレースにおいて直列4気筒の3S-Gを用いてレースを行ってきたが、オクタン価の高い特殊燃料が使えなくなることなどの事情により、排気量の大きなエンジンの必要性が出てきた。
大排気量のエンジンを用いることには様々な利点がある。
- 過給する際に圧力を下げることができる。
- 過給圧を下げることでターボラグが減少する。
- 純レース用エンジンにすることにより、リーン燃焼が多用できるため、燃費改善が可能である。
- 予選時に馬力を出す余裕ができる。

これらの背景から、純レーシングエンジンであるR32VというV型8気筒3.2リットルのエンジンが開発された。
しかし、このエンジン投入をすることにより勝利には恵まれたが、1988年、1989年ともにJSPCでチャンピオン獲得はできなかった。1990年には、新規定のグループC向けのV型10気筒エンジンの開発が始まったが、それと平行してR32Vの排気量拡大を行ったR36Vの開発も行われた。そして、1990年のJSPC第3戦 富士500kmに満を持してR36Vが投入された。しかし、トヨタ・90C-Vのシャシ開発の失敗により、成績は振るわなかった。翌年以降シャシの熟成により勝てるようになったが、結局JSPCチャンピオン獲得には至らず、3年連続日産にタイトル獲得を許した。1992年には同じC1クラスでターボエンジンを搭載した日産・R92CPに全勝をされてしまい、エンジンの素性はよいがなかなか結果に繋がらないものとなってしまった。

1994年限りでグループCカーは出走できなくなり、1994年のル・マンは2位で終わった。
1994年の鈴鹿1000kmはトラブルでリタイアとなった。
なお、1998年・1999年にル・マンに参戦したトヨタ・GT-One TS020に搭載されたR36V-Rは、本エンジンの改良版に当たる。

## スペック
R36V
- エンジン形式:V型8気筒
- バンク角:90度
- 総排気量:3,579 cc
- 内径×行程:86×77 mm
- 最大出力:800 PS以上（リストリクター装着で550 PS）
- 最大トルク:-
- 圧縮比:8.5
- クランクシャフト高:135 mm（91年型より115 mm）
- ターボチャージャー:トヨタ製CT26RT型（ツインエントリー式）
- マネージメントシステム:日本電装製EFI-D
- 重量:200kg

R36V-R
- エンジン形式:V型8気筒
- バンク角:90度
- 総排気量:3,579 cc
- 内径×行程:86×77 mm
- 最大出力:630 PS以上
- 最大トルク:65 kg･m以上
- 圧縮比:9.0
- ターボチャージャー:ギャレット製